# Danh sách tập phim Tsubasa – Giấc mơ sân cỏ
Đây là danh sách tất cả các tập phim của anime Tsubasa Giấc mơ sân cỏ.Tsubasa giấc mơ sân cỏ là một bộ phim về chủ đề bóng đá của Nhật Bản sản xuất, được trình chiếu trên kênh HTV3 qua 2 phần đầu của bộ phim (lúc Tsubasa học tiểu học và trung học cơ sở).

## Tổng quan
Phim hoạt hình này được sản xuất 3 lần, 5 phim điện ảnh và 1 OVA. Vào năm 1983 loạt phim hoạt hình đầu tiên lên sóng dưới tựa Captain Tsubasa nói về Tsubasa từ lúc còn là một cậu bé học sinh tiểu học cho đến khi lên trung học cơ sở Loạt phim thứ hai lên sóng từ năm 1994 tiếp nối loạt phim trước dưới tựa Captain Tsubasa Worth Youth Cuối cùng là loạt phim thứ ba sản xuất năm 2001 tiếp nối hai loạt phim trước dưới tựa Captain Tsubasa Road to 2002. Tại Việt Nam phim được phát sóng trên kênh HTV3 19:00 thứ hai đến thứ năm hàng tuần từ 26 tháng 6 năm 2012 đến tháng 2 năm 2013. Ngày 20 tháng 10 năm 2018, HTV3 chính thức phát sóng phiên bản 2018 với tên gọi là Thủ Lĩnh Tsubasa.

## Captain Tsubasa

### Mùa 1
| #  | Tên tập phim | Ngày phát sóng         |
| -- | --- | ---------------------- |
| 1  | "Chắp cánh ước mơ" "Ōzora e habatake" (大空へはばたけ)                                                                | - 13 tháng 10 năm 1983 |
| 2  | "Màn trình diễn của Tsubasa" "Moero sakkā kozō" (燃えろサッカー小僧)                                                  | - 20 tháng 10 năm 1983 |
| 3  | "Cùng nhau hướng tới tương lai" "Ashita e mukatte kikkuofu" (明日に向って、キック・オフ)                              | - 27 tháng 10 năm 1983 |
| 4  | "Người bạn trái bóng" "Bōru wa tomodachi" (ボールは友だち)                                                            | - 3 tháng 11 năm 1983  |
| 5  | "Đối thủ ở đâu" "Raibaru wa doko da" (ライバルはどこだ)                                                               | - 10 tháng 11 năm 1983 |
| 6  | "Cố thủ khung thành" "Gōru o katamero" (ゴールをかためろ)                                                             | - 17 tháng 11 năm 1983 |
| 7  | "Cú sút định mệnh" "unmei no rongu shuuto" (運命のロングシュート)                                                     | - 24 tháng 11 năm 1983 |
| 8  | "Khai sinh bộ đôi hoàn hảo" "sawayaka konbi tanjou" (さわやかコンビ誕生)                                              | - 1 tháng 12 năm 1983  |
| 9  | "Nắm lấy cơ hội cuối cùng" "rasuto chansu nikakero" (ラストチャンスにかけろ)                                          | - 8 tháng 12 năm 1983  |
| 10 | "Brazil! Giấc mơ của tôi" "yume ha burajiru he" (夢はブラジルへ)                                                      | - 15 tháng 12 năm 1983 |
| 11 | "Sự xuất hiện của sói hoang Kojirou" "hagure ookami kojirou arawaru" (はぐれ狼小次郎あらわる)                         | - 22 tháng 12 năm 1983 |
| 12 | "Hướng tới vô địch Nhật Bản" "mezase ! nippon'ichi" (めざせ! 日本一)                                                  | - 29 tháng 12 năm 1983 |
| 13 | "Trận đấu ác liệt trong bùn" "nazuma mireno nessen" (泥まみれの熱戦)                                                  | - 5 tháng 1 năm 1984   |
| 14 | "Quý công tử của sân vận động" "fiirudo no kikoushi" (フィールドの貴公子)                                             | - 12 tháng 1 năm 1984  |
| 15 | "Thủ môn gặp nguy" "kizu darakeno kiipaa" (傷だらけのキーパー)                                                        | - 19 tháng 1 năm 1984  |
| 16 | "Mười một người cùng chung một ước mơ" "yume hahitotsu moe ro irebun" (夢はひとつ燃えろイレブン)                      | - 26 tháng 1 năm 1984  |
| 17 | "Khai mạc đại hội toàn quốc" "kaimaku ! zenkokutaikai" (開幕! 全国大会)                                               | - 2 tháng 2 năm 1984   |
| 18 | "Cuộc đối đầu định mệnh giữa Tsubasa và Kojirou" "shukumei no taiketsu ! tsubasa VS kojirou" (宿命の対決! 翼VS小次郎) | - 9 tháng 2 năm 1984   |
| 19 | "Nỗi ám ảnh cú sút đạn bắn" "kyoufu no dangan shuuto" (恐怖の弾丸シュート)                                            | - 16 tháng 2 năm 1984  |
| 20 | "Bóng đá là ước mơ của tôi" "naku na ! tsubasa" (サッカーは俺の夢だ！)                                                | - 23 tháng 2 năm 1984  |
| 21 | "Đừng khóc, Tsubasa" "naku na ! tsubasa" (泣くな! 翼)                                                                 | - 1 tháng 3 năm 1984   |
| 22 | "Bộ đôi tiền đạo song sinh" "futago no sutoraikaa" (双子のストライカー)                                               | - 8 tháng 3 năm 1984   |
| 23 | "Sai lầm lớn của Ishizaki" "ishizaki no dai chonbo" (石崎の大チョンボ)                                                | - 15 tháng 3 năm 1984  |
| 24 | "Đối đầu trên không" "kuuchuu dai kessen" (空中大決戦)                                                                | - 22 tháng 3 năm 1984  |
| 25 | "Tôi là thủ môn số một tại đại hội" "ore ga taikai ichi no kiipaa da !" (俺が大会一のキーパーだ!)                     | - 28 tháng 3 năm 1984  |
| 26 | "Cầu thủ chủ chốt" "garasu no eusu" (ガラスのエース)                                                                  | - 5 tháng 4 năm 1984   |
| 27 | "Vòng bán kết gây cấn" "besuto 4 ! gekitotsu" (ベスト4！激突)                                                         | - 12 tháng 4 năm 1984  |
| 28 | "Sức nóng của đội bóng đến từ phương bắc" "kitaguni no atsuki irebun" (北国の熱きイレブン)                            | - 19 tháng 4 năm 1984  |
| 29 | "Cuộc chiến khốc liệt trên sân" "chi midorono taiketsu" (血みどろの対決)                                              | - 26 tháng 4 năm 1984  |
| 30 | "Quý công tử bị thương" "kizu darakeno kikoushi" (傷だらけの貴公子)                                                   | - 3 tháng 5 năm 1984   |
| 31 | "Cuộc đối đầu ngoạn mục" "karei naru taiketsu" (華麗なる対決)                                                         | - 10 tháng 5 năm 1984  |
| 32 | "Tsubasa bị cài bẫy việt vị" "tsubasa wo wana nikakero" (翼をワナにかけろ)                                            | - 17 tháng 5 năm 1984  |
| 33 | "Tsubasa không bay được" "tobenai tsubasa" (とべない翼)                                                               | - 24 tháng 5 năm 1984  |
| 34 | "Tsubasa đã hồi sinh" "yomigaere tsubasa" (よみがえれ翼)                                                              | - 31 tháng 5 năm 1984  |
| 35 | "Misugi đừng chết" "atsushi shina naide" (淳死なないで)                                                               | - 7 tháng 6 năm 1984   |
| 36 | "Không sao, tim của tôi vẫn còn đập" "boku no shinzou mada ugoi teiru" (ボクの心臓まだ動いている)                     | - 14 tháng 6 năm 1984  |
| 37 | "Cú sút xa thần kì" "kiseki no chou rongu shuuto" (奇跡の超ロングシュート)                                            | - 21 tháng 6 năm 1984  |
| 38 | "Mãnh hổ đang ngủ, Kojirou" "nemure ru mouko. kojirou" (眠れる猛虎・小次郎)                                           | - 28 tháng 6 năm 1984  |
| 39 | "Thủ môn thiên tài Wakabayashi đã hồi phục" "fukkatsu ! tensai kiipaa wakabayashi" (復活！天才キーパー若林)           | - 5 tháng 7 năm 1984   |
| 40 | "Thành công rồi, cú sút đôi đầy uy lực !" "deta ! sensei no tsuin shuuto" (出た！先制のツインシュート)                | - 12 tháng 7 năm 1984  |
| 41 | "Trận chiến ác liệt Wakabayashi và Kojirou" "gekitotsu ! wakabayashi tsui kojirou" (激突！若林対小次郎)               | - 19 tháng 7 năm 1984  |
| 42 | "Chiến đấu với nanh vuốt mãnh hổ" "mouko yo kiba womuke !" (猛虎よ牙をむけ！)                                         | - 26 tháng 7 năm 1984  |
| 43 | "Bộ đôi vàng, nguy hiểm đó !" "abunau shi ! gouruden konbi" (危うし！ゴールデンコンビ)                                | - 2 tháng 8 năm 1984   |
| 44 | "Cú đánh đầu nảy lửa" "honoo no daibinguheddo" (炎のダイビングヘッド)                                                 | - 9 tháng 8 năm 1984   |
| 45 | "Thi đấu mà không có cầu thủ chủ chốt" "pinchi ! eusu naki tatakai" (ピンチ！エースなき戦い)                          | - 16 tháng 8 năm 1984  |
| 46 | "Pha dùng mặt cân bóng sở trường" "yatta ! ishizaki tokui no ganmen burokku" (やった！石崎得意の顔面ブロック)         | - 23 tháng 8 năm 1984  |
| 47 | "Biểu tượng chiến thắng của Kojirou" "kojirou no V sain" (小次郎のVサイン)                                            | - 30 tháng 8 năm 1984  |
| 48 | "Cú sút thần kỳ của bộ ba Nankatsu" "kiseki wo yobu toripuru shuuto" (奇跡を呼ぶトリプルシュート)                     | - 6 tháng 9 năm 1984   |
| 49 | "Hiệp phụ bốc lửa" "shakunetsu no enchousen" (灼熱の延長戦)                                                           | - 13 tháng 9 năm 1984  |
| 50 | "Quả bóng có vào lưới hay không ?" "aa maboroshi no gouru !?" (ああ幻のゴール!?)                                      | - 20 tháng 9 năm 1984  |
| 51 | "Chúng tôi sẽ không thua được" "ore tachiha make nai !" (オレたちは負けない！)                                        | - 27 tháng 9 năm 1984  |
| 52 | "Quyết chiến! Hiệp phụ tiếp theo" "shitou ! saienchou sen" (死闘！再延長戦)                                           | - 4 tháng 10 năm 1984  |
| 53 | "Tuyệt vời ! Bộ đôi vàng hồi sinh" "fukkatsu ! gouruden konbi" (復活！ゴールデンコンビ)                               | - 11 tháng 10 năm 1984 |
| 54 | "Trận quyết chiến cuối cùng giữa Tsubasa và Kojirou" "saigo no kessen ! tsubasa tsui kojirou" (最後の決戦!翼対小次郎) | - 18 tháng 10 năm 1984 |
| 55 | "Vinh quang và sau đó là tạm biệt" "eikou soshite sayonara" (栄光そしてサヨナラ)                                      | - 25 tháng 10 năm 1984 |
| 56 | "Những hành trình khác nhau" "sorezoreno tabidachi" (それぞれの旅立ち)                                                | - 1 tháng 11 năm 1984  |

### Mùa 2
| #  | Tên tập phim                                                                                                 | Ngày phát sóng         |
| -- | --- | ---------------------- |
| 57 | "Chúng tôi những học sinh trung học năm thứ ba" "ore tachi chuugaku sannensei" (オレたち中学三年生)          | - 8 tháng 11 năm 1984  |
| 58 | "Sự khởi đầu ác liệt của chức vô địch lần 3" "V3 heno atsuki sutaato" (V3への熱きスタート)                   | - 15 tháng 11 năm 1984 |
| 59 | "Đối thủ mới của Nankatsu" "arata naru raibaru" (新たなるライバル)                                           | - 22 tháng 11 năm 1984 |
| 60 | "Chim ưng trên sân cỏ" "tsubasa yo ! fiIrudo no taka ninare" (翼よ！フィールドの鷹になれ)                    | - 29 tháng 11 năm 1984 |
| 61 | "Cú sút chim ưng trực tiếp" "no^torappu hayabusa shuUto" (ノートラップ隼シュート)                            | - 6 tháng 12 năm 1984  |
| 62 | "Khúc hát ru cho các cầu thủ" "chousensha tachino rarabai" (挑戦者たちのララバイ)                            | - 13 tháng 12 năm 1984 |
| 63 | "Đánh bại Tsubasa tôi là anh hùng" "datou. tsubasa ! ore ga hiIrou da" (打倒・翼！オレがヒーローだ)          | - 20 tháng 12 năm 1984 |
| 64 | "Sự trở lại của cầu thủ chủ chốt Misugi Chun" "gou,te,so.i.shi.ke.wosaaso?u(maru)" (甦ったエース・三杉淳)    | - 27 tháng 12 năm 1984 |
| 65 | "Misugi và Kojiro - Cuộc đối đầu như mơ" (夢の対決！三杉対小次郎)                                            | - 3 tháng 1 năm 1985   |
| 66 | "Từ châu Âu gửi tới Tsubasa" "youroppa hatsu tsubasa kunhe" (ヨーロッパ発翼くんへ)                           | - 10 tháng 1 năm 1985  |
| 67 | "Hoàng tử sân cỏ rời sân" "fiirudo ni chitta kikoushi" (フィールドに散った貴公子)                            | - 17 tháng 1 năm 1985  |
| 68 | "Lá thư của Wakabayashi" "wakabayashi karano tegami" (若林からの手紙)                                        | - 24 tháng 1 năm 1985  |
| 69 | "Mãnh hổ Kojiro mài nanh vuốt" "kiba wotogu mouko. kojirou" (牙をとぐ猛虎・小次郎)                           | - 31 tháng 1 năm 1985  |
| 70 | "Hướng tới vô địch 3 lần liên tiếp - mở màn sóng gió" "mezase V3 ! haran no kaimaku" (めざせV3！波乱の開幕)  | - 7 tháng 2 năm 1985   |
| 71 | "Ghi bàn, cú sút có đường cong xuống" "kime ro ! doraibu shuuto" (決めろ！ドライブシュート)                  | - 14 tháng 2 năm 1985  |
| 72 | "Phòng thủ, cú sút dao cạo chết người" "fusege ! hissatsu no kamisori shuuto" (防げ！必殺のカミソリシュート) | - 21 tháng 2 năm 1985  |

### Mùa 3
| #   | Tên tập phim | Ngày phát sóng        |
| --- | --- | --------------------- |
| 73  | "Mãnh hổ Kojiro mài nhanh vuốt" "raibaru tachino atsuki ashioto" (ライバルたちの熱き足音)                                           | - 28 tháng 2 năm 1984 |
| 74  | "Xuất kích: Bão táp trên không" "deta ! sukairabu. harikeun" (出た！スカイラブ・ハリケーン)                                         | - 7 tháng 3 năm 1984  |
| 75  | "Tsubasa bật cao hơn tất cả" "tsubasa yo dare yorimo takaku tobe" (翼よ誰よりも高く飛べ)                                            | - 14 tháng 3 năm 1984 |
| 76  | "Anh em nhà Tachibana - Bộ đôi đáng sợ" "tachibana kyoudai. hissatsu no konbipureu" (立花兄弟・必殺のコンビプレー)                  | - 21 tháng 3 năm 1984 |
| 77  | "Ghi bàn đi, cú sút lái bóng" "kime ro ! suraideingu shuuto" (決めろ！スライディングシュート)                                       | - 28 tháng 3 năm 1984 |
| 78  | "Chiến đấu ác liệt vòng tứ kết" "gekitotsu ! besuto 8" (激突！ベスト8)                                                              | - 4 tháng 4 năm 1984  |
| 79  | "Đại bàng phương bắc - Matsuyama Hikaru" "kita no kou washi. matsuyama hikari" (北の荒鷲・松山光)                                   | - 11 tháng 4 năm 1984 |
| 80  | "Bộc lộ sức mạnh bí ẩn - Jitou Hiroshi" "beuru wonuida kai warabe tsugi fuji hiroshi" (ベールをぬいだ怪童次藤洋)                    | - 18 tháng 4 năm 1984 |
| 81  | "Chim ưng gãy cánh trên sân cỏ" "hane womogareta fi^rudo no taka" (羽をもがれたフィールドの鷹)                                      | - 25 tháng 4 năm 1984 |
| 82  | "Cú sút lái bóng đầy khí thế" "kihaku no renzoku doraibu shuuto" (気迫の連続ドライブシュート)                                       | - 2 tháng 5 năm 1984  |
| 83  | "Quyết chiến trước khung thành" "gekitotsu ! gouru mae no shitou" (激突！ゴール前の死闘)                                            | - 9 tháng 5 năm 1984  |
| 84  | "Tinh thần đồng đội bất diệt" "fumetsu no chiimuwaaku" (不滅のチームワーク)                                                         | - 16 tháng 5 năm 1984 |
| 85  | "Nhiệt quyết dâng trào vòng bán kết" "moe agare ! besuto 4" (燃えあがれ！ベスト4)                                                   | - 23 tháng 5 năm 1984 |
| 86  | "Wakashimazu, bàn bị phá lưới đầu tiên đầy tiếc nuối" "wakashimadu. munen no hatsu shitten" (若島津・無念の初失点)                  | - 30 tháng 5 năm 1984 |
| 87  | "Mãnh hổ trong lồng sắt - Kojirou" "ori no nakano mouko. kojirou" (オリの中の猛虎・小次郎)                                          | - 6 tháng 6 năm 1984  |
| 88  | "Sự nổi giận của đoàn mãnh hổ" "ikari no taigaa gundan !!" (怒りのタイガー軍団!!)                                                   | - 13 tháng 6 năm 1984 |
| 89  | "Thư gửi từ châu Âu của Misaki Taro" "misaki tarou no youroppa tayori" (岬太郎のヨーロッパ便り)                                     | - 20 tháng 6 năm 1984 |
| 90  | "Ai sẽ được chọn sang châu Âu tập huấn" "yume no youroppa ensei. eraba rerunoha dareka !?" (夢のヨーロッパ遠征・選ばれるのは誰か!?) | - 27 tháng 6 năm 1984 |
| 91  | "Bay trên sân cỏ - Đại bàng và chim ưng" "fiirudo ni tobe ! washi to taka" (フィールドに翔べ！鷲と鷹)                               | - 4 tháng 7 năm 1984  |
| 92  | "Đại bàng phương bắc - Cú sút xa bất khả chiến bại" "kita no kou washi. muteki no rongu shuuto" (北の荒鷲・無敵のロングシュート)    | - 11 tháng 7 năm 1984 |
| 93  | "Phản công dành thắng lợi" "shouri heno gyakushuu" (勝利への逆襲)                                                                   | - 18 tháng 7 năm 1984 |
| 94  | "Tấn công mãnh liệt - Bốn cú dứt điểm liên tiếp" "moukou ! shi renzoku shuuto" (猛攻！四連続シュート)                               | - 25 tháng 7 năm 1984 |
| 95  | "Sự phục sinh của chim bất tử" "kizu darakeno tsubasa yomigaere fushichou" (傷だらけの翼よみがえれ不死鳥)                           | - 1 tháng 8 năm 1984  |
| 96  | "Tạm biệt các chiến binh phương bắc" "saraba kita no senshi" (さらば北の戦士)                                                       | - 8 tháng 8 năm 1984  |
| 97  | "Thư khiêu chiến của mãnh hổ" "mouko no chousenjou" (猛虎の挑戦状)                                                                  | - 15 tháng 8 năm 1984 |
| 98  | "Hãy nhớ lại lời thề nhiệt huyết của châu Âu" "youroppa no atsuki chikai wo omoidase" (ヨーロッパの熱き誓いを思い出せ)              | - 22 tháng 8 năm 1984 |
| 99  | "Tsubasa đấu với nước Anh - Con sư tử châu Âu" "tsubasa tsui ingurando juu sensha gundan" (翼対イングランド重戦車軍団)              | - 29 tháng 8 năm 1984 |
| 100 | "Thử thách mới" "aratanaru shiren" (あらたなる試練)                                                                                 | - 5 tháng 9 năm 1984  |
| 101 | "Nhiệt huyết sân cỏ - Tsubasa và Pierre" "moe ru fi^rudo tsubasa tsui pieuru !!" (燃えるフィールド翼対ピエール!!)                   | - 12 tháng 9 năm 1984 |
| 102 | "Đánh bại đội số một châu Âu" "taose ! yo^roppa. nanbaa wan" (倒せ！ヨーロッパ・ナンバーワン)                                       | - 19 tháng 9 năm 1984 |
| 103 | "Ông hoàng không đối thủ - Schneider" "muteki no koutei. shunaidaa" (無敵の皇帝・シュナイダー)                                      | - 26 tháng 9 năm 1984 |

### Mùa 4
| #   | Tên tập phim | Ngày phát sóng         |
| --- | --- | ---------------------- |
| 104 | "Cú đá cuối cùng hướng tới vinh quang" "eikou heno rasutokikku" (栄光へのラストキック)                              | - 3 tháng 10 năm 1984  |
| 105 | "Trận quyết chiến định mệnh" "shukumei no taiketsu, futatabi" (宿命の対決、ふたたび)                                | - 10 tháng 10 năm 1984 |
| 106 | "Trận đấu cuối cùng của thế kỷ" "seiki no rasuto. faito" (世紀のラスト・ファイト)                                   | - 17 tháng 10 năm 1984 |
| 107 | "Cú sút siêu đẳng ghi bàn mở tỷ số" "sensei no suupaa shotto !" (先制のスーパーショット！)                          | - 24 tháng 10 năm 1984 |
| 108 | "Cú sút lái bóng phản công" "gyakushuu no doraibu shuuto" (逆襲のドライブシュート)                                  | - 31 tháng 10 năm 1984 |
| 109 | "Cú sút mãnh hổ khạc lửa" "hi wofuku taigaa shoto" (火をふくタイガーショト)                                         | - 7 tháng 11 năm 1984  |
| 110 | "ouja. minami kuzu saidai no kiki" (王者・南葛最大の危機)                                                           | - 14 tháng 11 năm 1984 |
| 111 | "kiseki no doraibu shuuto" (奇跡のドライブシュート)                                                                 | - 21 tháng 11 năm 1984 |
| 112 | "hyuuga kojirou no hangeki !" (日向小次郎の反撃！)                                                                  | - 28 tháng 11 năm 1984 |
| 113 | "mai aga re ! fushichou" (舞い上がれ！不死鳥)                                                                       | - 5 tháng 12 năm 1984  |
| 114 | "moe ro ! honoo no chiimuwaaku" (燃えろ！炎のチームワーク)                                                          | - 12 tháng 12 năm 1984 |
| 115 | "Cú lật bàn đèn như mơ" "yume no daibingu. oubaaheddo" (夢のダイビング・オーバーヘッド)                             | - 19 tháng 12 năm 1984 |
| 116 | "Bàn thắng cuối sẽ do tôi ghi" "yume no daibingu. oubaaheddo" (ラストゴールは俺が取る！)                            | - 26 tháng 12 năm 1984 |
| 117 | "Cố thủ khung thành của chúng ta" "mamori nuke ! ore tachino gouru" (守り抜け！俺たちのゴール)                      | - 9 tháng 1 năm 1985   |
| 118 | "Chạy đi Tsubasa hướng về bàn thắng quyết định" "hashire tsubasa ! shouri no gouru e" (走れ翼！勝利のゴールへ)      | - 16 tháng 1 năm 1985  |
| 119 | "Thời gian bù giờ định mệnh" "unmei no taimu. appu" (運命のタイム・アップ)                                          | - 23 tháng 1 năm 1985  |
| 120 | "Tôi đi giấc mơ của chúng tôi" "kake nukero ! V3 ha ore tachino yume" (駆けぬけろ！V3はオレたちの夢)                | - 30 tháng 1 năm 1985  |
| 121 | "Chim ưng mang đến sự thần kỳ" "kiseki woyobu fiirudo no taka" (奇跡をよぶフィールドの鷹)                           | - 6 tháng 2 năm 1985   |
| 122 | "Phục sinh, đội trưởng của chúng ta" "fukkatsu ore tachino kyaputen" (復活オレたちのキャプテン)                     | - 13 tháng 2 năm 1985  |
| 123 | "Chiến thuật cuối cùng của Tsubasa" "tsubasa no saishuu sakusen !!" (翼の最終作戦!!)                                | - 20 tháng 2 năm 1985  |
| 124 | "Anh hùng với thương tích đầy mình" "kizu darakeno hiirou" (傷だらけのヒーロー)                                     | - 27 tháng 2 năm 1985  |
| 125 | "Vinh quang và những chuyến đi du hành mới" "eikou soshite aratana ru tabidachi" (栄光そして新なる旅立ち)           | - 6 tháng 3 năm 1985   |
| 126 | "Tình bạn tuyệt vời - Tôi và Wakabayashi Genzou" "saikou no tomo ore to wakabayashi gen san" (最高の友俺と若林源三) | - 13 tháng 3 năm 1985  |
| 127 | "Tsubasa và Misaki mãi mãi là đồng đội" "eien no paatonaa ore to misaki tarou" (永遠のパートナー俺と岬太郎)         | - 20 tháng 3 năm 1985  |
| 128 | "Vỗ cánh tung bay - các cầu thủ toả sáng" "habatake ! kagayake ru senshi tachi" (はばたけ！輝ける戦士たち)          | - 27 tháng 3 năm 1985  |

## Shin Captain Tsubasa (OVA)
| #  | Tên tập phim | Ngày phát sóng         |
| -- | --- | ---------------------- |
| 1  | "tsubasa yo kake! sekai heno chōsen" (翼よはばたけ! 世界への挑戦)                                                  | - 1 tháng 7 năm 1989   |
| 2  | "Đánh bại! Khởi đầu mới từ con số 0" "haiboku! zero karano shuppatsu" (敗北! ゼロからの再出発)                     | - 2 tháng 8 năm 1989   |
| 3  | "Tái sinh! Bộ đôi vàng" "fukkatsu! goruden - konbi" (復活! ゴールデン・コンビ)                                     | - 1 tháng 9 năm 1989   |
| 4  | "shūketsu! sekai no raibaru tachi" (集結! 世界のライバルたち)                                                      | - 8 tháng 10 năm 1989  |
| 5  | "taiketsu! herunandesu wo taose" (対決! ヘルナンデスを倒せ)                                                        | - 1 tháng 11 năm 1989  |
| 6  | "Đó là họ, đội J-Boys" "hasshin!j - boys sakka" (発進! J-BOYSサッカー)                                             | - 1 tháng 12 năm 1989  |
| 7  | "hakunetsu! tensai deiasu tainichi hon" (白熱! 天才ディアス対全日本)                                               | - 21 tháng 12 năm 1989 |
| 8  | "taisen! besuto 4 no gekitotsu" (決戦! ベスト4の激突)                                                              | - 1 tháng 2 năm 1990   |
| 9  | "hangeki! homutaun. deijon wo yabure" (反撃! ホームタウンディシジョンを破れ)                                       | - 1 tháng 3 năm 1990   |
| 10 | "Gặp đội mạnh! Trận chiến đẫm máu" "gekitō! chi mamireno shishu" (激闘! 血まみれの死守)                            | - 8 tháng 4 năm 1990   |
| 11 | "kesshō! kōtetsu no kyojin ni idome" (決勝! 鋼鉄の巨人に挑め)                                                      | - 1 tháng 5 năm 1990   |
| 12 | "Trận chiến cuối cùng! Bạn đã thấy đội chơi hay?" "tsuigeki! sekaiichi gamieta?" (追撃! 世界一が見えた?)           | - 1 tháng 6 năm 1990   |
| 13 | "Bay đi Tsubasa! Lời cầu nguyện đến từ thiên đường" "tsubasa yo kake! oozora heno chikai" (翼よ翔け! 大空への誓い) | - 1 tháng 7 năm 1990 h |

## Captain Tsubasa J
| #  | Tên tập phim                                                      | Ngày phát sóng         |
| -- | ----------------------------------------------------------------- | ---------------------- |
| 1  | "dekkai yume wo tsubasa ninosete" (でっかい夢を翼にのせて)        | - 21 tháng 10 năm 1994 |
| 2  | "tensai GK wakabayashi karano chousen" (天才GK若林からの挑戦)     | - 28 tháng 10 năm 1994 |
| 3  | "sawayaka deai misaki tarou" (さわやか出会い岬太郎)               | - 4 tháng 11 năm 1994  |
| 4  | "atsuki nagaki tatakai ga ima hajima ru" (熱き永き戦いが今始まる) | - 11 tháng 11 năm 1994 |
| 5  | "tobe ! oubaaheddo" (とべ!オーバーヘッド)                         | - 18 tháng 11 năm 1994 |
| 6  | "tsubasa. misaki gourudenkonbi" (翼・岬ゴールデンコンビ)          | - 25 tháng 11 năm 1994 |
| 7  | "hakunetsu no koubousen" (白熱の攻防戦)                           | - 2 tháng 12 năm 1994  |
| 8  | "ore ga hyuuga kojirou" (俺が日向小次郎)                          | - 9 tháng 12 năm 1994  |
| 9  | "dotou no hattotorikku" (怒濤のハットトリック)                    | - 23 tháng 12 năm 1994 |
| 10 | "gekisen ! ame no fiirudo" (激戦!雨のフィールド)                  | - 13 tháng 1 năm 1995  |
| 11 | "abunau shi ! taimuappu" (危うし!タイムアップ)                    | - 20 tháng 1 năm 1995  |
| 12 | "kiipaa wakabayashi wotsubuse !" (キーパー若林をつぶせ!)          | - 27 tháng 1 năm 1995  |
| 13 | "subarashiki raibaru tachi" (すばらしきライバルたち)              | - 3 tháng 2 năm 1995   |
| 14 | "sensei no boreu shuuto !!" (先制のボレーシュート!!)              | - 10 tháng 2 năm 1995  |
| 15 | "bo^ru ha tomo dachi kowaku nai" (ボールは友だち怖くない)         | - 17 tháng 2 năm 1995  |
| 16 | "shitou ! tsubasa VS hyuuga kojirou" (死闘!翼VS日向小次郎)        | - 24 tháng 2 năm 1995  |
| 17 | "kikoushi. san sugi atsushi" (貴公子・三杉淳)                     | - 3 tháng 3 năm 1995   |
| 18 | "kyoufu no kuuchuu akurobatto" (恐怖の空中アクロバット)           | - 10 tháng 3 năm 1995  |
| 19 | "kita no kuni kara atsuki yuujou" (北の国から熱き友情)            | - 17 tháng 3 năm 1995  |
| 20 | "kitaguni no chiisa na irebun" (北国の小さなイレブン)             | - 28 tháng 4 năm 1995  |
| 21 | "toujou ! ki^pa^ wakashimadu takeshi" (登場!キーパー若島津健)     | - 5 tháng 5 năm 1995   |
| 22 | "tsubasa VS garasu no kikoushi" (翼VSガラスの貴公子)              | - 19 tháng 5 năm 1995  |
| 23 | "karei naru tatakai !" (華麗なる闘い!)                            | - 2 tháng 6 năm 1995   |
| 24 | "chinmoku no eusu" (沈黙のエース)                                 | - 9 tháng 6 năm 1995   |
| 25 | "fushichou. tsubasa" (不死鳥・翼)                                 | - 16 tháng 6 năm 1995  |
| 26 | "tate ! kizu darakeno hiirou" (立て!傷だらけのヒーロー)           | - 30 tháng 6 năm 1995  |
| 27 | "dai kessen sono zenya" (大決戦その前夜)                          | - 7 tháng 7 năm 1995   |
| 28 | "wakashimadu VS tsuinshuuto" (若島津VSツインシュート)             | - 21 tháng 7 năm 1995  |
| 29 | "mouko. honoo no dangan shuuto" (猛虎・炎の弾丸シュート)          | - 28 tháng 7 năm 1995  |
| 30 | "kizu darakeno irebun" (傷だらけのイレブン)                       | - 4 tháng 8 năm 1995   |
| 31 | "mouko no gyakushuu" (猛虎の逆襲)                                 | - 11 tháng 8 năm 1995  |
| 32 | "shitou ! shakunetsu no saienchou sen" (死闘!灼熱の再延長戦)      | - 18 tháng 8 năm 1995  |
| 33 | "gouru ni yume wotatakikome !" (ゴールに夢をたたきこめ!)          | - 25 tháng 8 năm 1995  |
| 34 | "tsubasa no yume. waarudokappu" (翼の夢・ワールドカップ)          | - 1 tháng 9 năm 1995   |
| 35 | "aoi shin go toujou ! chikai no koin" (葵新伍登場!誓いのコイン)   | - 8 tháng 9 năm 1995   |
| 36 | "shin go. sen yaka debyuu" (新伍・鮮やかデビュー)                 | - 22 tháng 9 năm 1995  |
| 37 | "kodoku no tokkun" (孤独の特訓)                                   | - 29 tháng 9 năm 1995  |
| 38 | "eikou no fiirudo ni tatsu" (栄光のフィールドに立つ)              | - 13 tháng 10 năm 1995 |
| 39 | "nazo no riarujapan 7" (謎のリアルジャパン7)                      | - 20 tháng 10 năm 1995 |
| 40 | "zennihon yuusu daikusen !!" (全日本ユース大苦戦!!)               | - 27 tháng 10 năm 1995 |
| 41 | "kakutougi sen ! taiyuusu" (格闘技戦!タイユース)                  | - 10 tháng 11 năm 1995 |
| 42 | "shin go^rudenkonbi tanjou !" (新ゴールデンコンビ誕生!)           | - 17 tháng 11 năm 1995 |
| 43 | "daigyakuten ! ichijiyosen toppa !!" (大逆転!一次予選突破!!)      | - 24 tháng 11 năm 1995 |
| 44 | "kaette kita shichinin no senshi" (帰って来た七人の戦士)          | - 1 tháng 12 năm 1995  |
| 45 | "hissatsu ! kaminari kemono shuuto" (必殺!雷獣シュート)           | - 8 tháng 12 năm 1995  |
| 46 | "saikyou no shinsei zennihon yuusu" (最強の新生全日本ユース)      | - 15 tháng 12 năm 1995 |
| 47 | "mezase ! 2002 nen" (めざせ!2002年)                               | - 22 tháng 12 năm 1995 |

## Captain Tsubasa Road to 2002
| #  | Tên tập phim | Ngày phát sóng         |
| -- | --- | ---------------------- |
| 1  | "Road to Dream" "Roodo to Dorimu" (ロードトゥドリーム)                                                               | - 7 tháng 10 năm 2001  |
| 2  | "Tsubasa meets Roberto" "Roberuto to no teai" (ロベルトとの出会い)                                                   | - 14 tháng 10 năm 2001 |
| 3  | "Taro Misaki is Back" "Kaettekita Misaki Taro" (帰ってきた岬太郎)                                                    | - 21 tháng 10 năm 2001 |
| 4  | "Blazing Kojiro" "Hono-o-no Kojiro" (炎の小次郎)                                                                     | - 28 tháng 10 năm 2001 |
| 5  | "Captain Tsubasa is Born" "Tanjou! Kyaputen Tsubasa!" (誕生! キャプテン翼)                                           | - 4 tháng 11 năm 2001  |
| 6  | "The Boy's National Soccer Championship Opens!" "Kaimaku! Zen Nippon sho sakka takai" (開幕! 全日本少年サッカー大会) | - 11 tháng 11 năm 2001 |
| 7  | "Ace of Glass" "Gurasu no Eesu" (ガラスのエース)                                                                     | - 18 tháng 11 năm 2001 |
| 8  | "Get Up, Jun Misugi!" "Tachiagare! Misugi Jun" (立ち上がれ! 三杉淳)                                                  | - 25 tháng 11 năm 2001 |
| 9  | "Crash! Tsubasa vs. Hyuga" "Gekitotsu! Tsubasa tai Hyuga" (激突! 翼VS日向)                                           | - 2 tháng 12 năm 2001  |
| 10 | "Sizzling Final Match" "Shakunetsu no Keshousen" (灼熱の決勝戦!)                                                     | - 9 tháng 12 năm 2001  |
| 11 | "Goodbye, Roberto" "Sayonara, Roberuto" (サヨナラロベルト)                                                           | - 16 tháng 12 năm 2001 |
| 12 | "Kickoff for Tomorrow" "Asu e no Kickoff" (明日へのキックオフ)                                                       | - 23 tháng 12 năm 2001 |
| 13 | "Fierce Tiger Shot!" "Arashi no Taiga Shuuto!" (嵐のタイガーショット)                                                | - 30 tháng 12 năm 2001 |
| 14 | "Challenge from Jito" "Jito kara no chousenjyo" (次籐からの挑戦状)                                                   | - 6 tháng 1 năm 2002   |
| 15 | "Hot Number 10 from a Snow Country" "Yukiguni no atsuki jyu ban" (雪国の熱き10番)                                    | - 13 tháng 1 năm 2002  |
| 16 | "Upsetting Doctor's Decision" "Munen no Dokta Stoppu" (無念のドクターストップ)                                       | - 20 tháng 1 năm 2002  |
| 17 | "Tournaments Final! Nankatsu vs Toho!" "Kissen! Nankatsu tai Toho!" (決戦! 南葛VS東邦)                               | - 27 tháng 1 năm 2002  |
| 18 | "Drive Shot of Vengeance" "Shōnen no Doraibu Shuuto" (執念のドライブシュート)                                        | - 3 tháng 2 năm 2002   |
| 19 | "Come Back! Tsubasa!" "Yomigaere! Tsubasa!" (よみがえれ! 翼!)                                                        | - 10 tháng 2 năm 2002  |
| 20 | "Go for it! Japan Junior Youth Team" "Shido! Nippon Junia Youth" (始動! 日本Jr.ユース)                               | - 17 tháng 2 năm 2002  |
| 21 | "Humiliating Test Match" "Kutsujoku no Enseishiai" (屈辱の遠征試合)                                                  | - 24 tháng 2 năm 2002  |
| 22 | "Glorious Number 10" "Eiko no Sebanggo Jyu" (栄光の背番号10)                                                         | - 3 tháng 3 năm 2002   |
| 23 | "Golden Combi Reunites" "Golden Combi Fukkatsu!" (ゴールデンコンビ復活)                                              | - 10 tháng 3 năm 2002  |
| 24 | "'God of Defense' of Italy" "Italia no Shugoshin" (イタリアの守護神)                                                 | - 17 tháng 3 năm 2002  |
| 25 | "Genius Juan Diaz" "Tensai Juan Diaz" (天才ファン・ディアス)                                                         | - 24 tháng 3 năm 2002  |
| 26 | "An Elegant Commander" "Karenaru Shireito" (華麗なる司令塔)                                                          | - 31 tháng 3 năm 2002  |
| 27 | "Painful Yellow Card" "Tsukon no Yero Kado" (痛恨のイエローカード)                                                   | - 4 tháng 4 năm 2002   |
| 28 | "Respectable Penalty - Tie-Breaker!" "Hokori Takaki PK Sen!" (誇り高きPK戦)                                          | - 11 tháng 4 năm 2002  |
| 29 | "Grueling Battle! Japan vs. Germany" "Kessen! Nippon tai Doitsu" (決戦! ニッポンVSドイツ)                            | - 18 tháng 4 năm 2002  |
| 30 | "A Message from Roberto" "Roberuto kara no dengen" (ロベルトからの伝言)                                              | - 25 tháng 4 năm 2002  |
| 31 | "Shine in Glory! Japanese Team!" "Kagayaki! Nippon Daihyo!" (輝け! 日本代表)                                         | - 5 tháng 5 năm 2002   |
| 32 | "To the New Field" "Aratanaru picci he" (新たなるピッチへ)                                                           | - 12 tháng 5 năm 2002  |
| 33 | "A Soccer Cyborg" "Sakka Saibogu" (サッカーサイボーグ)                                                               | - 19 tháng 5 năm 2002  |
| 34 | "Santana, the Son of God" "Kami no ko Santana" (神の子・サンターナ)                                                  | - 2 tháng 6 năm 2002   |
| 35 | "The Shine of Rosario" "Rosario no Kagayaki" (ロザリオの輝き)                                                        | - 9 tháng 6 năm 2002   |
| 36 | "The New Dream Land" "Yumi ni Mita Shitenchi" (夢に見た新天地)                                                       | - 16 tháng 6 năm 2002  |
| 37 | "Hyuga's Challenge for the Future" "Hyuga mirai e no Enchousen" (日向、未来への挑戦)                                 | - 23 tháng 6 năm 2002  |
| 38 | "Golden Age of Hope" "Kibou no Golden Eeji" (希望のゴールデンエイジ)                                                 | - 30 tháng 6 năm 2002  |
| 39 | "Shingo Aoi is Here" "Aoi Shingo Tojo" (葵新伍登場!)                                                                 | - 7 tháng 7 năm 2002   |
| 40 | "The New Japan National Team!" "Shin Zen Nippon Youth" (新生・日本代表)                                              | - 14 tháng 7 năm 2002  |
| 41 | "Break the Dutch Wall" "Kuzuke! Hollanda no Kabe!" (崩せ! オランダの壁)                                              | - 21 tháng 7 năm 2002  |
| 42 | "Restart to the World" "Sekai e no Ristaato" (世界へのリスタート)                                                    | - 28 tháng 7 năm 2002  |
| 43 | "Catalunya's Eagle" (カタルーニャの鷹)                                                                               | - 4 tháng 8 năm 2002   |
| 44 | "Run To the Opening Match" "Kaimaku he mukatte hashire!" (開幕に向かって走れ!)                                       | - 11 tháng 8 năm 2002  |
| 45 | "Harsh Notice" "Hijo senkoku" (非情の宣告)                                                                           | - 18 tháng 8 năm 2002  |
| 46 | "Cross the Bridge of Hope" "Kibou hashi wo watare" (希望の橋を渡れ!)                                                 | - 25 tháng 8 năm 2002  |
| 47 | "Hyuga's Italian Debut" "Hyuga Italia Debyu" (日向イタリアデビュー)                                                  | - 1 tháng 9 năm 2002   |
| 48 | "Striker in Tears" "Namida no Sutoraika" (涙のストライカー)                                                          | - 8 tháng 9 năm 2002   |
| 49 | "Go for 10 Goals, 10 Assists" "Nerae! 10 Goals, 10 Assist" (狙え! 10ゴール10アシスト)                                | - 15 tháng 9 năm 2002  |
| 50 | "Battle Against the Rivals" "Shukuteki to no tatakai" (宿敵との闘い)                                                 | - 22 tháng 9 năm 2002  |
| 51 | "Dream Pitch" "Akogare no picci" (憧れのピッチ)                                                                      | - 29 tháng 9 năm 2002  |
| 52 | "Warriors in the Field" "Fiirudo no Senshitachi" (フィールドの戦士たち)                                              | - 6 tháng 10 năm 2002  |

## Captain Tsubasa (2018)

### Chương Trường tiểu học- Shōgakusei-Hen
| #  | Tên tập phim                                                                                                 | Ngày phát sóng gốc  | Ngày phát sóng tại Việt Nam (HTV3 - DreamsTV) |
| -- | --- | ------------------- | --------------------------------------------- |
| 1  | "Cất cánh" "Ōzora ni Habatake!" (大空にはばたけ！)                                                           | 2 tháng 4 năm 2018  | 20 tháng 10 năm 2018                          |
| 2  | "Bay rồi" "Tondā!" (とんだっ！)                                                                              | 9 tháng 4 năm 2018  | 21 tháng 10 năm 2018                          |
| 3  | "Khởi đầu mới ở câu lạc bộ bóng đá Nankatsu" "Nyū Nankatsu sakkā-bu sutāto" (ニュー南葛小サッカー部スタート) | 16 tháng 4 năm 2018 | 27 tháng 10 năm 2018                          |
| 4  | "Tsubasa và Roberto" "Tsubasa to Roberuto" (翼とロベルト)                                                    | 23 tháng 4 năm 2018 | 28 tháng 10 năm 2018                          |
| 5  | "Hướng tới giải liên trường" "Taikō-sen e Mukete" (対抗戦へ向けて)                                           | 30 tháng 4 năm 2018 | 3 tháng 11 năm 2018                           |
| 6  | "Phát bóng! Nankatsu VS Shutetsu" "Kikkuofu! Nankatsu VS Shūtetsu" (キックオフ！ 南葛VS修哲)                 | 7 tháng 5 năm 2018  | 4 tháng 11 năm 2018                           |
| 7  | "Tiền vệ Tsubasa" "Fantajisuta Tsubasa" (ファンタジスタ翼)                                                   | 14 tháng 5 năm 2018 | 10 tháng 11 năm 2018                          |
| 8  | "Cặp đôi vàng của Nankatsu ra đời" "Tanjō! Nankatsu Gōruden Konbi" (誕生！ 南葛黄金（ゴールデン）コンビ))    | 21 tháng 5 năm 2018 | 11 tháng 11 năm 2018                          |
| 9  | "Bế mạc sảng khoái" "Sawayakana Makugire" (さわやかな幕切れ)                                                 | 28 tháng 5 năm 2018 | 17 tháng 11 năm 2018                          |
| 10 | "Kojiro xuất hiện" "Kojirō Arawaru" (小次郎あらわる)                                                         | 4 tháng 6 năm 2018  | 18 tháng 11 năm 2018                          |
| 11 | "Khổ chiến bất ngờ" "Omowanu Kusen" (思わぬ苦戦)                                                             | 11 tháng 6 năm 2018 | 24 tháng 11 năm 2018                          |
| 12 | "Đánh bại Wakabayashi" "Wakabayashi Tsubushi" (若林つぶし)                                                   | 18 tháng 6 năm 2018 | 25 tháng 11 năm 2018                          |
| 13 | "Giải liên trường!" "Sā Zenkoku Da!" (さァ全国だ！)                                                          | 25 tháng 6 năm 2018 | 1 tháng 12 năm 2018                           |
| 14 | "Nankatsu nhiệt huyết! đánh bại Meiwa" "Moeru Nankatsu Meiwa o Taose" (燃えろ南葛 明和を倒せ！)              | 2 tháng 7 năm 2018  | 2 tháng 12 năm 2018                           |
| 15 | "Tôi sẽ không thua vì đó là ước mơ của tôi!" "Yume Dakara Makenai!" (夢だから負けない！)                     | 9 tháng 7 năm 2018  | 8 tháng 12 năm 2018                           |
| 16 | "Đây là bóng đá nhào lộn!" "Kore ga Akurobatto Sakkā Da!" (これがアクロバットサッカーだ！)                   | 16 tháng 7 năm 2018 | 9 tháng 12 năm 2018                           |
| 17 | "Còn 4 phút! Trận quyết định trên không" "Nokori 4-bu! Kūchū Kessen" (のこり４分！ 空中決戦)                 | 23 tháng 7 năm 2018 | 15 tháng 12 năm 2018                          |
| 18 | "Tiến đến! Vòng chung kết" "Ikuzo! Kesshō Tōnamento" (いくぞ！ 決勝トーナメント)                             | 30 tháng 7 năm 2018 | 16 tháng 12 năm 2018                          |
| 19 | "Trận chiến kịch tính! Meiwa VS Furano" "Gekitō! Meiwa VS Furano" (激闘！ 明和ＶＳふらの)                    | 6 tháng 8 năm 2018  | 22 tháng 12 năm 2018                          |
| 20 | "Kế hoạch bí mật của Musashi" "Musashi no Hisaku" (武蔵の秘策)                                               | 13 tháng 8 năm 2018 | 23 tháng 12 năm 2018                          |
| 21 | "Vị Ace thủy tinh" "Garasu no Ēsu" (ガラスのエース)                                                          | 20 tháng 8 năm 2018 | 29 tháng 12 năm 2018                          |
| 22 | "Phút bù giờ định mệnh" "Unmei no Adishonaru Taimu" (運命のアディショナルタイム)                             | 27 tháng 8 năm 2018 | 30 tháng 12 năm 2018                          |
| 23 | "Thủ môn thiên tài trở lại" "Tensai Kīpā Fukkatsu!" (天才キーパー復活！)                                     | 3 tháng 9 năm 2018  | 5 tháng 1 năm 2019                            |
| 24 | "Shūnen… Masani Shūnen!!" (執念…まさに執念！！)                                                              | 10 tháng 9 năm 2018 | 6 tháng 1 năm 2019                            |
| 25 | "Honō no Kauntā Atakku" (炎のカウンターアタック)                                                             | 17 tháng 9 năm 2018 | 12 tháng 1 năm 2019                           |
| 26 | "Maboroshi no Gōru" (幻のゴール)                                                                             | 24 tháng 9 năm 2018 | 13 tháng 1 năm 2019                           |
| 27 | "Eikō no Shunkan" (栄光の瞬間)                                                                               | 1 tháng 10 năm 2018 | 19 tháng 1 năm 2019                           |
| 28 | "Sorezore no Tabidachi" (それぞれの旅立ち)                                                                   | 8 tháng 10 năm 2018 | 20 tháng 1 năm 2019                           |

### Chương Trường trung học - Chūgakusei-Hen
| #  | Tên tập phim                                                                                              | Ngày phát sóng gốc   | Ngày phát sóng tại Việt Nam (HTV3 - DreamsTV) |
| -- | --- | -------------------- | --------------------------------------------- |
| 29 | "Mùa hè bắt đầu" "Natsu no Kaimaku (Sutāto)!" (夏の開幕（スタート）！)                                    | 15 tháng 10 năm 2018 | 26 tháng 1 năm 2019                           |
| 30 | "Kentaikai Kesshōsen! Hayabusa Shūto Tōjō!" (県大会決勝戦！ 隼シュート登場！)                             | 22 tháng 10 năm 2018 | 27 tháng 1 năm 2019                           |
| 31 | "Hayabusa tai Tsubasa" (隼対翼)                                                                           | 29 tháng 10 năm 2018 | 2 tháng 2 năm 2019                            |
| 32 | "Hạ gục Tsubasa! Hyuga vs. Misugi" "Datō Tsubasa! Hyūga tai Misugi" (打倒翼！ 日向対三杉)                 | 5 tháng 11 năm 2018  | 3 tháng 2 năm 2019                            |
| 33 | "Tōkyō Taikai Kecchaku" (東京大会決着)                                                                    | 12 tháng 11 năm 2018 | 9 tháng 2 năm 2019                            |
| 34 | "Gekisen Kaimaku! Taikai Sutāto" (激戦開幕！ 大会スタート)                                                | 19 tháng 11 năm 2018 | 10 tháng 2 năm 2019                           |
| 35 | "Bùng nổ sức mạnh dao lam" "Kamisori Pawā Bakuhatsu" (カミソリパワー爆発)                                 | 26 tháng 11 năm 2018 | 16 tháng 2 năm 2019                           |
| 36 | "Quyết tâm của mỗi người!" "Sorezore no Ketsui" (それぞれの決意)                                          | 3 tháng 12 năm 2018  | 17 tháng 2 năm 2019                           |
| 37 | "Skylab cuồng phong" "Sukairabu·Harikēn" (スカイラブ・ハリケーン！)                                       | 10 tháng 12 năm 2018 | 23 tháng 2 năm 2019                           |
| 38 | "Kōryaku! Tachibana Kyōdai" (攻略！ 立花兄弟)                                                             | 17 tháng 12 năm 2018 | 24 tháng 2 năm 2019                           |
| 39 | "Nankatsu đối đầu Hanawa: Chung cuộc!" "Nankatsu tai Hanawa Kecchaku!" (南葛対花輪 決着！)                | 24 tháng 12 năm 2018 | 2 tháng 3 năm 2019                            |
| 40 | "Furano xuất quân!" "Furano Shutsujin!" (ふらの出陣！)                                                    | 7 tháng 1 năm 2019   | 3 tháng 3 năm 2019                            |
| 41 | "Ngựa ô đang gờm" "Kyōfu no Dāku Hōsu" (恐怖の伏兵)                                                       | 14 tháng 1 năm 2019  | 9 tháng 3 năm 2019                            |
| 42 | "Phượng hoàng Tsubasa" "Fenikkusu・Tsubasa" (不死鳥・翼)                                                  | 21 tháng 1 năm 2019  | 10 tháng 3 năm 2019                           |
| 43 | "Mōko Gekiru" (猛虎ゲキる)                                                                                | 28 tháng 1 năm 2019  | 16 tháng 3 năm 2019                           |
| 44 | "Sebangō 10 tai Sebangō 10" (背番号１０対背番号１０)                                                      | 4 tháng 2 năm 2019   | 17 tháng 3 năm 2019                           |
| 45 | "Sân bay đẫm nước mắt" "Namida no Eapōto" (涙のエアポート)                                                | 11 tháng 2 năm 2019  | 23 tháng 3 năm 2019                           |
| 46 | "Trận mở màn thế kỷ" "Seiki no Kikkuofu" (世紀のキックオフ)                                               | 18 tháng 2 năm 2019  | 24 tháng 3 năm 2019                           |
| 47 | "Một trận đấu định mệnh" "Shukumei no Taiketsu Futatabi" (宿命の対決ふたたび)                             | 25 tháng 2 năm 2019  | 30 tháng 3 năm 2019                           |
| 48 | "Nhà vô địch Toho!" "Ōja Tōhō!" (王者・東邦！)                                                            | 4 tháng 3 năm 2019   | 31 tháng 3 năm 2019                           |
| 49 | "Những đấu sĩ cường nhiệt Mãnh hổ vs Đôi cánh" "Shakunetsu no Tōshi Mōko & Tsubasa" (灼熱の闘士 猛虎＆翼) | 11 tháng 3 năm 2019  | 6 tháng 4 năm 2019                            |
| 50 | "Shūnen no Sōryoku-sen" (執念の総力戦)                                                                    | 18 tháng 3 năm 2019  | 7 tháng 4 năm 2019                            |
| 51 | "Cú sút bẻ lái kỳ diệu!" "Mirakuru Doraibu Shūto!" (ミラクルドライブシュート！)                           | 25 tháng 3 năm 2019  | 13 tháng 4 năm 2019                           |
| 52 | "Những giấc mơ không hồi kết" "Endoresu Dorīmu" (エンドレス・ドリーム)                                    | 1 tháng 4 năm 2019   | 14 tháng 4 năm 2019                           |

### Diễn viên lồng tiếng (HTV3)
| Nhân vật           | Diễn viên lồng tiếng | Diễn viên lồng tiếng |
| Nhân vật           | Bản 1983             | Bản 2018             |
| ------------------ | -------------------- | -------------------- |
| Ozora Tsubasa      | Anh Tuấn             | Tuấn Anh             |
| Wakabayashi Genzou | Trường Tân           | Quang Tuyên          |
| Ishizaki Ryo       | Minh Vũ              | Minh Vũ              |
| Misaki Taro        | Hoàng Sơn            | Hoàng Khuyết         |
| Chú Robert Hongo   | Quốc Tín             | Thiện Trung          |
| Ba Tsubasa         | Trần Vũ              | Chánh Tín            |
| Mẹ Tsubasa         | Kim Phước            | Thu Huyền            |
| Mikami             | Trí Luân             | Hạnh Phúc            |
| Anego (Sanae)      | Minh Chuyên          | Thu Hiền             |
| Okawa Masaru       | Khánh Vân            | Kim Ngọc             |
| Aoba Yayoi         | Ái Phương            | Kim Phước            |
| Mẹ Ishizaki        | Thùy Tiên            | Ngọc Quyên           |
| Iwami Kenichi      | Kim Tiến             | Tất My Ly            |
| Kawakami Morimichi | Huyền Chi            | Thúy Hằng            |
| Hyuga Kojiro       | Tiến Đạt             | Minh Vũ              |
| Wakashimazu Ken    | Minh Triết           | Bá Nghị              |
| Ba Taro            | Chơn Nhơn            | Tấn Phong            |
| Oda Kazumasa       | Lê Hà                | Hoài Thương          |
| Okawa Manabu       | Thiên Di             | Huyền Trang          |
| Urabe Hanji        | Thanh Hồng           | Kim Anh              |